# The Primitives
The Primitives — британская альтернативная рок-группа, основанная в 1985 году в городе Ковентри (Англия). В первоначальный состав входили Кейрон МакДермотт (вокал), Пол Джонатан Корт (гитара, вокал), Стив Даллахэн (бас) и Пит Твиди (ударные). Когда Кейрон покинула группу, музыканты позвали Трэйси Трэйси (при рождении Трэйси Каттэлл). Успех группы начался с того, что однажды Стивен Патрик Моррисси, вокалист популярного тогда коллектива The Smiths, назвал их одной из своих любимых групп. После удачного первого альбома, который с песней «Crash» попал в пятёрку главного музыкального хит-парада Соединённого Королевства, их карьера стремительно пошла в гору, вплоть до начала 90-х годов. В 1992 году их последний альбом Galore полностью провалился по продажам, и группа расформировалась.

## Альбомы
- 1988 — Lovely
- 1989 — Lazy
- 1989 — Pure
- 1991 — Galore

## Релизы после распада группы
- 1994 — Bombshell — The Hits & More
- 1996 — Best of The Primitives
- 1998 — Bubbling Up — BBC Sessions
- 2004 — Thru the Flowers — The Anthology
- 2005 — Buzz Buzz Buzz
- 2005 — The Best of The Primitives
- 2006 — Buzz Buzz Buzz — Complete Lazy Recordings
- 2012 — Echoes and Rhymes